# Pagida pseudorchestes
Pagida pseudorchestes är en spindelart som först beskrevs av Tord Tamerlan Teodor Thorell 1890.  Pagida pseudorchestes ingår i släktet Pagida och familjen krabbspindlar. Inga underarter finns listade i Catalogue of Life.